# Перелосне

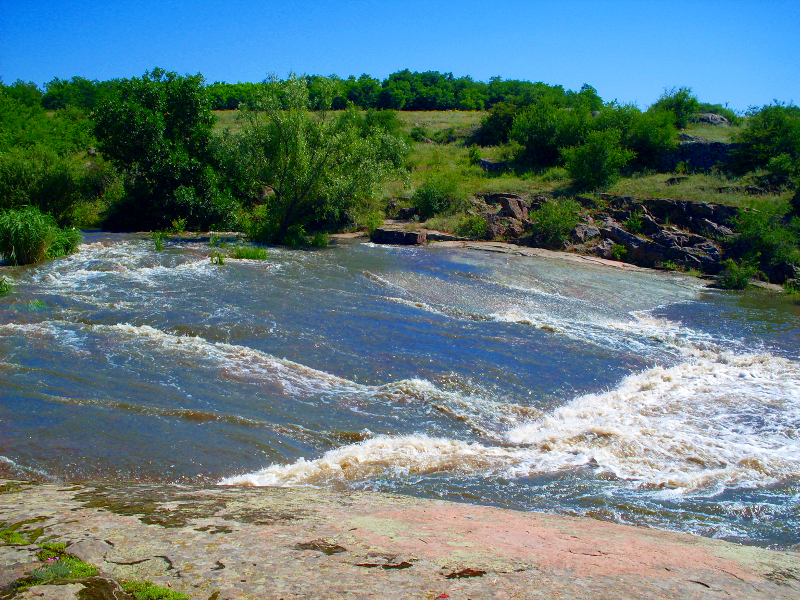
Перелосне

Перелосне — урочище на р. Сугоклей поблизу села Нечаївка Компаніївського району Кіровоградської області. У цьому місці річка протікає через плоский камінь, що перекриває русло (ширина близько 50 м), утворюючи водоспад. Назва походить від діалектичного слова "перелиснути" - перелитися. Має місцеве рекреаційне значення.